# Črna čmerika
Črna čmerika (znanstveno ime Veratrum nigrum) je trajnica z ovalnimi listi in močno koreniko, ki je samonikla tudi v Sloveniji. 

## Opis
Črna čmerika ima močno črno koreniko. Listi so preprosti, gladki, ovalne oblike z gladkim robom in so na steblo nameščeni spiralno. V dolžino dosežejo do 30 cm. Cvetovi so vijolično črne barve.
Strupena je cela rastlina, najbolj pa korenika. Njeno zaužitje med drugim povzroča bruhanje, drisko, bolečino v ustih in žrelu, omotico, krče ter nepravilno bitje srca.
Črno čmeriko in njene lastnosti so poznali že v antiki. Že Lukrecij (ok. 99 p.n.š. – ok. 55 p. n. š.) in Plinij starejši (23 n-š. – 25. avgust 79) sta opisala njene emetične in strupene učinke.
Razširjena je po Evraziji od Francije do Koreje.